# 克雷斯
克雷斯（英語：Crixus，？—前72年）是一名来自高卢的角斗士。曾与色雷斯人斯巴达克斯、高卢人奥诺玛奥斯、卡斯特斯、甘尼克斯一起，发动了斯巴达克斯起义。克雷斯是起义军的领导人之一。

## 生平
克雷斯早年曾在卡普阿城被训练成一名角斗士。后参加斯巴达克斯起义，但在之后与斯巴达克斯分道扬镳。帶反抗軍一直殺到羅馬近郊，前72年，克雷斯率先消滅了羅馬防守部隊，後被克拉蘇毫無預兆的援軍夾擊，在撤退的時候，克雷斯被罗马执政官格利乌斯(L. Gellious)（克拉蘇之子）前後夾擊偷襲杀死。克雷斯死后不久，得知此事的斯巴达克斯杀死了300名罗马战俘，祭祀其英勇。